# USS Vella Gulf (CVE-111)
USS Vella Gulf (CVE-111) – lotniskowiec eskortowy typu Commencement Bay, który służył w United States Navy. Odznaczony jedną battle star za służbę w czasie II wojny światowej.
Stępkę jednostki Totem Bay położono 7 lutego 1944 roku w Todd Pacific Shipyards w Tacoma. Okręt przemianowano 26 kwietnia 1944 roku na „Vella Gulf”. Zwodowano go 19 października 1944 roku. 9 kwietnia 1945 roku wszedł do służby.
W czasie wojny na Pacyfiku jego samoloty Vought F4U Corsair, Grumman F6F Hellcat i Grumman TBF Avenger uczestniczyły w atakach 24 lipca 1945 roku na wyspy Rota i Pagan.
Po wojnie wziął udział w operacji Magic Carpet.
Wycofany ze służby 9 sierpnia 1946 roku i przesunięty do rezerwy. Przeklasyfikowany 12 czerwca 1955 roku na śmigłowcowiec (CVHE-111). Przekazany następnie do Military Sea Transportation Service i przeklasyfikowany na T-AKV-11 nie wrócił do służby. Skreślony z listy jednostek floty 1 czerwca 1960 roku. Przywrócony na listę 1 listopada 1960 roku. Skreślony po raz ostatni 1 grudnia 1970 roku. Sprzedany 22 października 1971 roku na złom firmie American Ship Dismantlers, Inc. z Portlandu.